# الطاهريون
الطاهريون سلالة عربية إسلاميَّة من قبيلة خُزاعة تولت إمرة ولاية خراسان وشرق تركستان أثناء الدولة العباسية ما بين 205-259 هـ. اتخذوا من نيسابور عاصمة لهم. سنة 205 هـ قام الخليفة العباسي المأمون بتعيين قائده طاهر بن الحسين (205-208هـ) واليا على خراسان. كان المأمون قد فضّله على أخيه (سنة 195هـ) وأخذ له البيعة بولاية العهد قبل ذلك. مع توليه استقل الطاهر بأمر الحكم مع بقائه اسميا تحت سلطة العباسيين. كان أبناؤه لا يزلوا في خدمة الخلافة في بغداد. أصبحت الدولة الطاهرية أكثر استقلالية مع تولّي أبناء الطاهر، طلحة (208-213هـ) ثم عبد الله (213-230هـ) جعل هؤلاء من نيسابور مركزا للثقافة والآداب والعلوم العربية. وقادوا لصالح الخليفة العباسي حملات عسكرية في مصر (الاستيلاء على الإسكندرية : 212هـ). منذ 253هـ أخذ الطاهريون يفقدون السيطرة على مناطقهم لصالح الصفاريين. والذين استطاعوا أخيرا سنة 259هـ أن يُنهوا حكمهم.

## صعود الطاهريين
بزغ نجم الطاهريين في عهد الخليفة العباسي المأمون، إذ وقف طاهر بن الحسين بجانب المأمون في صراعه مع الأمين وهزم جيوشه في خراسان وبغداد حتى قُتِل الأمين على يديه عام 814م، فعهد إليه المأمون بولاية خراسان وبلاد ما وراء النهر، مسقط رأسه، ولاحقاً أسند إليه مهام الشرطة في بغداد.
خلف طاهر بعد وفاته ابنه طلحة وقد استمر في تحالفه مع المأمون، وكان ابن طاهر الثاني عبد الله قد عُهد إليه من قِبَل الخليفة بولاية مصر والجزيرة العربية، حتى توفي طلحة عام 828م وخلفه عبد الله.

## الطاهريون في أوجهم
في عهد عبد الله شهدت ولاية خراسان ازدهاراً في الزراعة إذ أشرف عبد الله على شق قنوات الري التي ساد الصراع عليها في مدن خراسان. كما توطدت شعبيته في المشرق الإسلامي وكان على دراية كبيرة بأمور الخلافة العباسية نظراً لتمركزه في الشرق وعمله كوالٍ في الغرب في عهد المأمون.
عُرِف إن عبد الله عدله بين الناس ورفعه جميع أشكال الظلم عن الضعفاء والفقراء، وكانت السلالة الطاهرية قد اتسعت لتشمل بلاد السند وأغلب المدن الواقعة في فارس.
بعد وفاته عام 844م خلفه ابنه طاهر الثاني وسار على دربه مدة 18 عاماً حتى توفي وخلفه ابنه محمد.

## تدهور الحكم الطاهري
في عهد محمد بن طاهر تدهورت أوضاع الطاهريين إذ كان ضعيف الرأي وقليل الخبرة عكس أسلافه وأخذته الملذات فشُغِل بالشرب والطرب والرقص وأخذت المدن تضيع من تحت سلطته الواحدة تلو الأخرى حتى انتهى سلطان الطاهريين عام 872م حين استولى الصفّاريون على عاصمتهم نيسابور.

## قائمة الأمراء
|   | الحاكم                     | الحكم   |
| - | -------------------------- | ------- |
| 1 | طاهر بن الحسين             | 205-208 |
| 2 | طلحة بن طاهر بن الحسين     | 208-213 |
| 3 | عبد الله بن طاهر بن الحسين | 213-230 |
| 4 | طاهر بن عبد الله بن طاهر   | 230-248 |
| 5 | محمد بن طاهر بن عبد الله   | 248-258 |